# Бесмртност
Бесмртност (лат. immortalitas) је стање ослобођености од смрти или уништења, односно стање вечног живота. Појам бесмртности обично означава учење по којем душа надживљује телесну смрт. Понекад се односи и на вечност бића.
Учење о бесмртности може укључити само преживљавање душе схваћене као духовне суштине привремено смештене у телу или може укључивати ускрснуће тела, као у аврамским религијама.
Неки научници, футуристи и филозофи теоретизовали су о бесмртности људског тела, а неки сугеришу да би људска бесмртност могла бити достижна у првих неколико деценија 21. века. Други заговорници верују да је продужење живота краткорочно остваривији циљ, а бесмртност чека даља открића у истраживању. Одсуство старења обезбедило би људима биолошку бесмртност, али не и нерањивост у погледу смрти услед болести или повреда. Да ли ће процес унутрашње бесмртности бити остварен у будућности зависи углавном од исхода истраживања.

## Схватања
Према Платоновој филозофији могуће је да душа надживи пропаст тела. За Аристотела, душа је форма тела, и не може постојати без њега као одвојена супстанција, као што осмех не може постојати без лица. У платонистичким и неоплатонистичким традицијама бесмртност се пре доживљава као безвременост, где је циљ мудрог човека живети изван времена, а не живети вечно.
Теорија личне бесмртности наглашава да ћемо после сопствене смрти (као смрти коју утврђују други) живети други живот, односно наставити да живимо вечно.
Чињеница је да неке од црта личности могу наставити постојање и након смрти. Нечије дело, слава или озлоглашеност, или гени, могу свакако опстати у духовима или телима других.

## Аргументи
Аргументи да је душа бесмртна укључују метафизичке доказе (нпр. да је једноставна, те се не може разложити), моралне (нпр. да је бесмртност претпоставка моралности, те праведни тријумфују, а неправедни бивају кажњавани) и емпиријске (нпр. случајеви да живи људи имају искуства са душама или духовима мртвих).
Ниједан доказ из ових породица не ужива неко веће поштовање међу савременим филозофима. Метафизичке доказе је напао Хјум, а посебно Кант у књизи II Трансценденталне дијалектике Критике чистог ума. Морални докази више личе на пусте жеље него на доказе, а емпиријски су дискредитовани општим неповерењем у парапсихологију.
Религија остаје најснажнији извор веровања у бесмртност, а став да је некохерентно претпостављати одвајање духа и тела остаје главни филозофски одговор. Међутим, много мање пажње је посвећивано питању зашто бесмртност изгледа пожељна.

## Физичка бесмртност

### Узроци смрти
Три главна узрока смрти су: старење, болест и повреда. Таква се питања могу адресирати решењима која су понуђена бројним истраживањима. Приступи алтернативних теорија тренутно захтевају обједињавање.

#### Старење
Обри де Греј, водећи истраживач у овој области, дефинише старење као „колекцију кумулативних промена у молекуларној и ћелијској структури одраслог организма, које резултирају битним метаболичким процесима, али које, такође, када напредују довољно далеко, све више ремете метаболизам, што резултира патологијом и смрћу." Тренутни узроци старења код људи су губитак ћелија (без замене), оштећење ДНК, онкогене нуклеарне мутације и епимутације, старење ћелија, митохондријске мутације, лизосомски агрегати, екстраћелијски агрегати, насумично ванћелијско умрежавање, ороњавање имунског система и ендокрине промене. Елиминација старења захтевала би проналажење решења за сваки од ових узрока, програм који Греј назива пројектованим занемарљивим старањем. Постоји огромна количина знања, које указује да се промена карактерише губитком молекуларне доследности.

#### Болести
Технологија теоретски може да надвлада болест. Укратко, то је абнормално стање које утиче на тело организма, нешто са чиме тело обично не би требало да се носи са својим природним саставом. Људско разумевање генетике води ка излечењу и третману великог броја претходно неизлечивих болести. Механизми помоћу којих друге болести наносе штету све се боље разумеју. Развијају се софистициране методе за рано откривање болести. Превентивна медицина постаје све боље изучена. Можда је могуће да ће неуродегенеративне болести попут Паркинсонове и Алцхајмерове болести ускоро постати излечиве употребом матичних ћелија. Открића у ћелијској биологији и истраживању теломера воде ка лечењу рака. Истражују се вакцине против сиде и туберкулозе. Откривени су гени повезани са дијабетесом типа 1 и одређеним врстама рака, што омогућава развој нових терапија. Вештачке направе причвршћене директно на нервни систем могу слепима повратити вид. Развијају се лекови за лечење бројних других болести и тегоба.

#### Траума
Физичке трауме остају претња вечном физичком животу, јер би иначе бесмртна особа и даље била изложена непредвиђеним несрећама или катастрофама. Брзина и квалитет болничког одговора остају одлучујући фактор у преживљавању тешке трауме. Тело које би се могло аутоматски опоравити од тешких траума, попут спекулиране употребе нанотехнологије, ублажило би овај фактор. Мозак не може бити изложен ризику од трауме, ако се жели да се одржава континуиран физички живот. Ова одбојност према ризику од трауме по мозак природно би резултирала значајним променама у понашању, које би учиниле физичку бесмртност непожељном за неке људе.